# فرودگاه سنت جتی‌راوشمی
فرودگاه سنت جتی‌راوشمی (به انگلیسی: Saint-Jérôme Aerodrome) یک فرودگاه خصوصی است که یک باند فرود شن دارد و طول باند آن ۹۱۴ متر است. این فرودگاه در کشور کانادا قرار دارد و در ارتفاع ۱۶۸ متری از سطح دریا واقع شده است.